# Znak tonażowy

Znak tonażowy

Znak tonażowy – oznaczenie statku informujące o dopuszczalnym zanurzeniu statku w wodzie morskiej i słodkiej. 
Umieszczany jest na burcie pod znakiem wolnej burty na śródokręciu. Składa się z trójkąta oraz dwóch poziomych kresek, z których lewa oznacza zanurzenie w wodzie morskiej, a prawa - w słodkiej.
Znak tonażowy stosuje się na jednostkach, które w świadectwach pomiarowych mają wyszczególniony tonaż brutto i netto, bez wliczenia objętości międzypokładzia.